# Lasia corvina
Lasia corvina är en tvåvingeart som beskrevs av Wilhelm Ferdinand Erichson 1840. Lasia corvina ingår i släktet Lasia och familjen kulflugor. Inga underarter finns listade i Catalogue of Life.